# Jüdische Friedhöfe (Pápa)

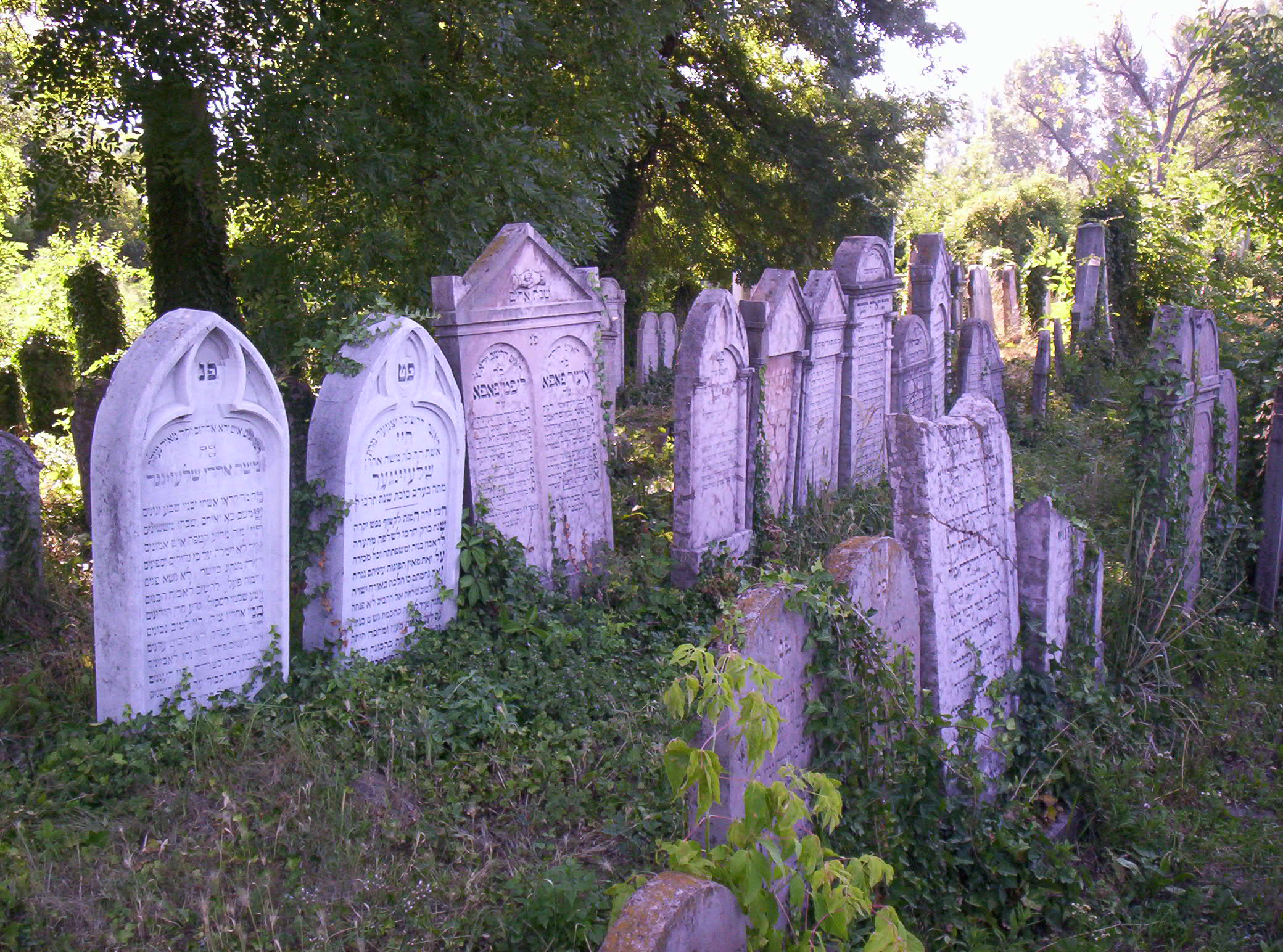
Alter jüdischer Friedhof in Pápa

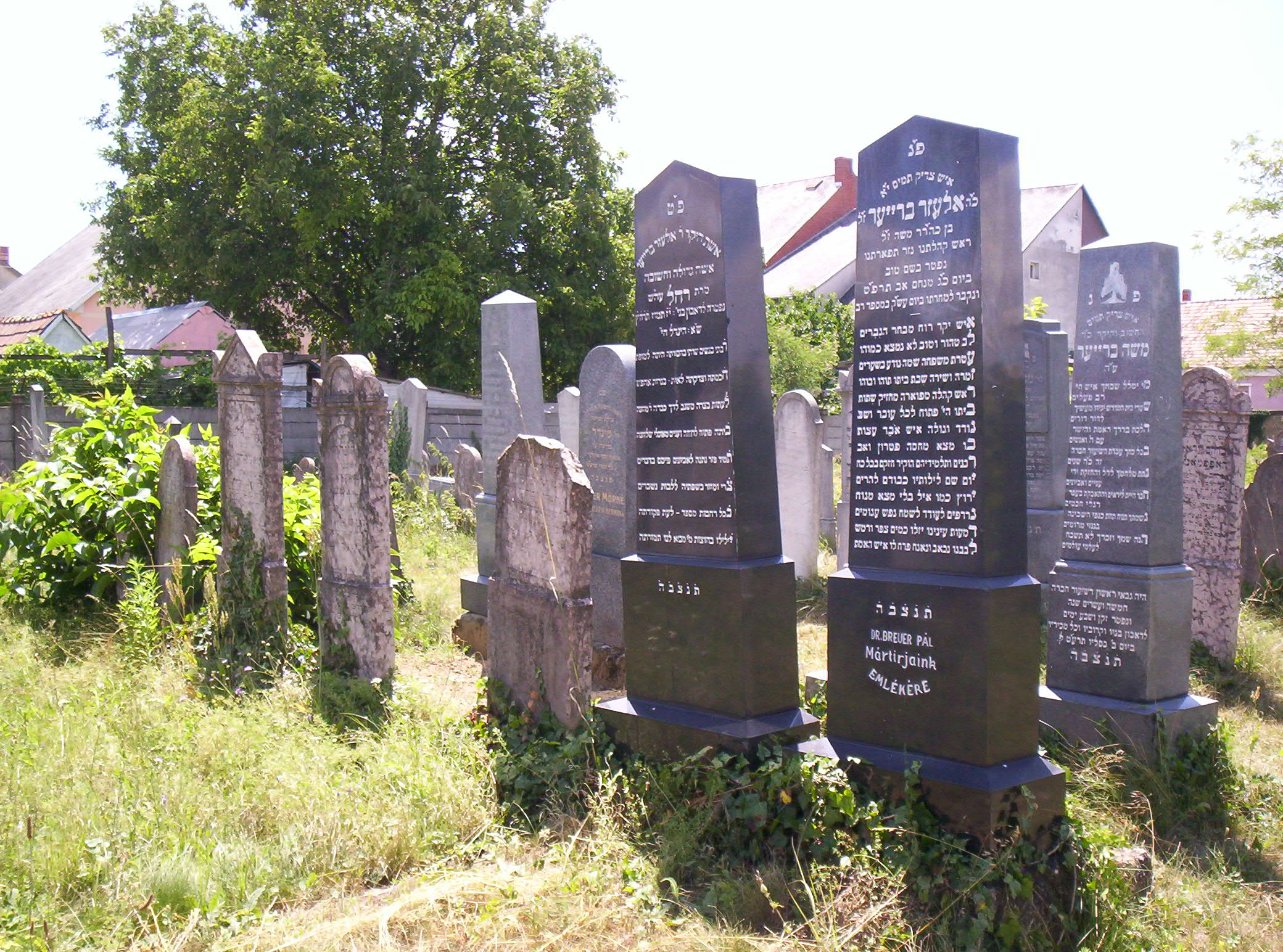
Neuer jüdischer Friedhof in Pápa

In der westungarischen Stadt Pápa im Komitat Veszprém gibt es zwei jüdische Friedhöfe: den Alten jüdischen Friedhof aus dem 18. Jahrhundert und den Neuen jüdischen Friedhof (47° 19′ 10,2″ N, 17° 28′ 56,6″ O), der aus dem 19. Jahrhundert stammt.